# Arsen Gitinov
Arsen Gitinov est un lutteur russe spécialiste de la lutte libre né le 1er juin 1977.

## Biographie
Lors des Jeux olympiques d'été de 2000 se tenant à Sydney, il remporte la médaille d'argent en combattant dans la catégorie des -69 kg.